# Гамильтон, Гэвин (художник)
Гэвин Гамильтон, Гэвин Хэмилтон (англ. Gavin Hamilton, 1723, Ланарк, Ланаркшир, Шотландия — 4 января 1798, Рим) — шотландский живописец, романист, более известный как антиквар и собиратель древностей в окрестностях Рима, член художественного клуба «Роза и Корона» в Лондоне.
Гэвин происходил из старой шотландской семьи, по фамилии которой был назван город Гамильтон, Южный Ланаркшир, члены этой семьи были связаны с герцогами Гамильтонами. В молодости Гэвин Гамильтон уехал в Рим и учился у Агостино Мазуччи. В 1748 году он упоминается как живший там в общении с Джеймсом Стюартом «Афинским», Николасом Реветтом и Мэттью Бреттингемом Старшим. Около 1752 года Гамильтон недолгое время проживал в Лондоне, а в 1755 году был членом комитета художников по организации Королевской Академии художеств, открытой в 1768 году. В 1769 году он вернулся в Рим. В конце своей жизни он неоднократно посещал Шотландию, а в 1783 году вступил во владение имением, унаследованным от старшего брата. По возвращении в Рим в марте 1786 года он сопровождал «Эмму Харт», будущую леди Гамильтон и её мать, которые направлялись в Неаполь. Он умер в Риме летом 1797 года. Причиной его смерти, как говорят, была «тревога по поводу входа французов».
Помимо портретов членов семьи Гамильтона и нескольких портретов друзей, большинство его картин написаны на классические сюжеты греческой и римской мифологий. Самый известный цикл из шести картин — на темы «Илиады» Гомера. Как живописца классических сюжетов, Гамильтона высоко оценили Винкельман, скульптор Антонио Канова и многие другие в Риме, но менее всего в самой Британии. Он был представителем академического классицизма, его друзья-художники оценивали его живопись весьма сдержанно. В 1773 году он опубликовал за свой счёт трактат «Итальянская школа живописи» (Schola Italica pictur) с гравюрами ин-фолио по собственным рисункам, иллюстрирующим «историю живописи от Леонардо да Винчи до Карраччи» (гравёром был Антонио Капеллан).
В 1785 году именно Гэвин Гамильтон приобрёл картину Леонардо да Винчи «Мадонна в скалах» и отправил её в Лондон для продажи. Теперь эта картина хранится в лондонской Национальной галерее.
Гамильтона теперь в основном помнят за его археологические находки в Италии в течение 1769—1792 годов, во время которых были найдены античные статуи, бюсты и барельефы, составившие значительную часть экспозиции музея Пио-Клементино в Ватикане, а также нескольких важных частных коллекций скульптур в Англии. Гамильтон обладал хорошим чутьём и, как правило, удачей в открытиях. Он начал в 1769 году со своих знаменитых раскопок виллы Адриана в Тиволи. Он нашёл шестьдесят мраморных «антиков» (в основном скульптурные бюсты), «некоторые из них первого ранга». В 1771 году он откопал значительное количество статуй во время раскопок на Аппиевой дороге. Некоторые прекрасные артефакты были обнаружены им в Монте-Каньоло, на вилле Антонина Пия, недалеко от древнего Ланувия (ныне Ланувио, Лациум).
Он проводил раскопки вокруг древней Остии, но вскоре был вынужден отказаться от них из-за малярии на местных болотах. В 1792 году Гэвин Гамильтон завершил свои труды, проводя раскопки совместно с принцем Марко Антонио Боргезе на территории древних Габий (найденные им мраморы сейчас находятся в парижском Лувре). Раскопки на вилле Адриана Гамильтон проводил вместе с Джеймсом Байрсом (James Byres) и Томасом Дженкинсом. Последний был его постоянным коммерческим партнёром. Гамильтон активно торговал древностями, сотрудничая, в частности, с Джованни Вольпато, но не принимал алчных нравов римских торговцев произведениями искусства того времени. «Висконти отзывался о нём в высоких тонах», Фьюзели говорил, что он был «либеральным и гуманным».
Гамильтон, как и многие в то время, увлекался «восстановлениями», преобразовывая, например, торс Дискобола (проданного лорду Лэнсдауну) в «Диомеда, уносящего Палладиум». Гамильтон был постоянным агентом Чарльза Таунли, он формировал его знаменитую коллекцию античных мраморов, которая сейчас хранится в Британском музее в Лондоне. Чарльзу Таунли художник написал: «Самое ценное приобретение, которое может сделать человек с утонченным вкусом, — это произведение прекрасной греческой скульптуры».
Так называемую «Вазу Пиранези» (мраморный крате́р, собранный Дж. Б. Пиранези из нескольких разнородных частей, найденных Гамильтоном, и награвированный Пиранези в 1778 году), как и другую, Варвикскую вазу, Гэвин Гамильтон продал Уильяму Гамильтону, британскому посланнику в Неаполе. Обе вазы найдены на вилле Адриана в Тиволи. Первая теперь находится в Британском музее, вторая — в коллекции Баррелл, Глазго в Шотландии (реплика из чугуна в Старом музее в Берлине). Ещё один мраморный кратер — «Ваза Таунли» II в. н. э., также в Британском музее из коллекции Таунли, была найдена Гэвином Гамильтоном в раскопках на вилле Монте-Каньоло.
Гэвин Гамильтон длительное время сотрудничал с Джованни Баттистой Пиранези. Он был одним из первых советников Антонио Кановы, молодого скульптора, которого он встретил на званом обеде в декабре 1779 года во время первого визита Кановы в Рим. Художник посоветовал молодому человеку отказаться от своей ранней манеры рококо и сосредоточиться на объединении изучения природы с лучшими предметами старины и узким кругом образцов классических современных скульпторов.
Гамильтон делал щедрые пожертвования музеям Ватикана, поскольку Папа требовал одну треть всех археологических находок и имел право запретить вывоз античных предметов за пределы Италии.
Он умер в Риме 4 января 1798 года.